# Маз Каната
Маз Каната (англ. Maz Kanata) — чувствительная к Силе женщина-гуманоид, персонаж фантастической саги «Звёздные войны». Второстепенный персонаж трилогии сиквелов, была создана с помощью компьютерной графики по технологии захвата движения с актрисы Лупиты Нионго. Маз Каната — бывшая пират и контрабандистка, более 1000 лет управляющая межзвёздной таверной в замке на вымышленной планете Такодана.

## Биография
Маз Каната родилась за тысячу лет до начала столкновения Первого ордена и Сопротивления. Она была чувствительна к Силе, и это помогло её продвижению в преступном мире Галактики. Жила в собственном замке на своей родной планете Такодана вместе с древним протокольным дроидом ME-8D9 по прозвищу «Эмми». Когда-то в замке Маз Канаты происходили сражения между джедаями и ситхами и, вероятно, Эмми принадлежала первым.
Целую тысячу лет Маз Каната была кем-то вроде пиратской королевы, предоставляя снаряжение, выдавая кредиты и помогая молодым контрабандистам наладить выгодные связи. Также она много путешествовала по Галактике, коллекционируя антиквариат и различные другие интересные вещи.
Чувствительность Маз Канаты к Силе зачастую помогала ей избегать опасностей. Более того, благодаря ей Каната даже имела связи в Ордене Джедаев. Однако, после приказа 66, ей пришлось скрывать эту особенность.

## Персонаж

### Концепция и создание
Сценарист и режиссёр Пробуждения силы Джей Джей Абрамс рассказал в ноябре 2015 года: «Сначала я хотел создать Маз при помощи куклы, но как только мы определились с тем, что ей придётся делать, я понял, что верный путь — захват движения». Хотя большинство существ в сценах с ней — результат спецэффектов, Абрамс отметил:

Maz needed to look and feel and be just like one of those creatures. And given her mobility, and given the role that she played, it became clear that that was one creature where we should use the tool of CG. But the performance was all Lupita. She was there on set, and we did capture sessions afterwards as well.
 Абрамс сказал: «У меня было несколько конкретных идей о том, как она будет работать и что она будет делать. Я говорю про очки, которые она носила. Её глаза являются важным аспектом её характера, и вы увидите, как он играет». Абрамс рассказал газете Palisadian-пост, что прообразом Маз Канаты послужила учительница английского языка средней школы города Пасифик Палисадес Роуз Гилберт. Он сказал:

We really wanted the story to feel authentic, despite being a wild fantasy. I mentioned Rose in an early story meeting as a sort of timeless, wise figure that I'd actually known in my life … While we experimented with many looks and styles before settling on the character's final design, Rose was always at the center of the inspiration for Maz.

### Воплощение

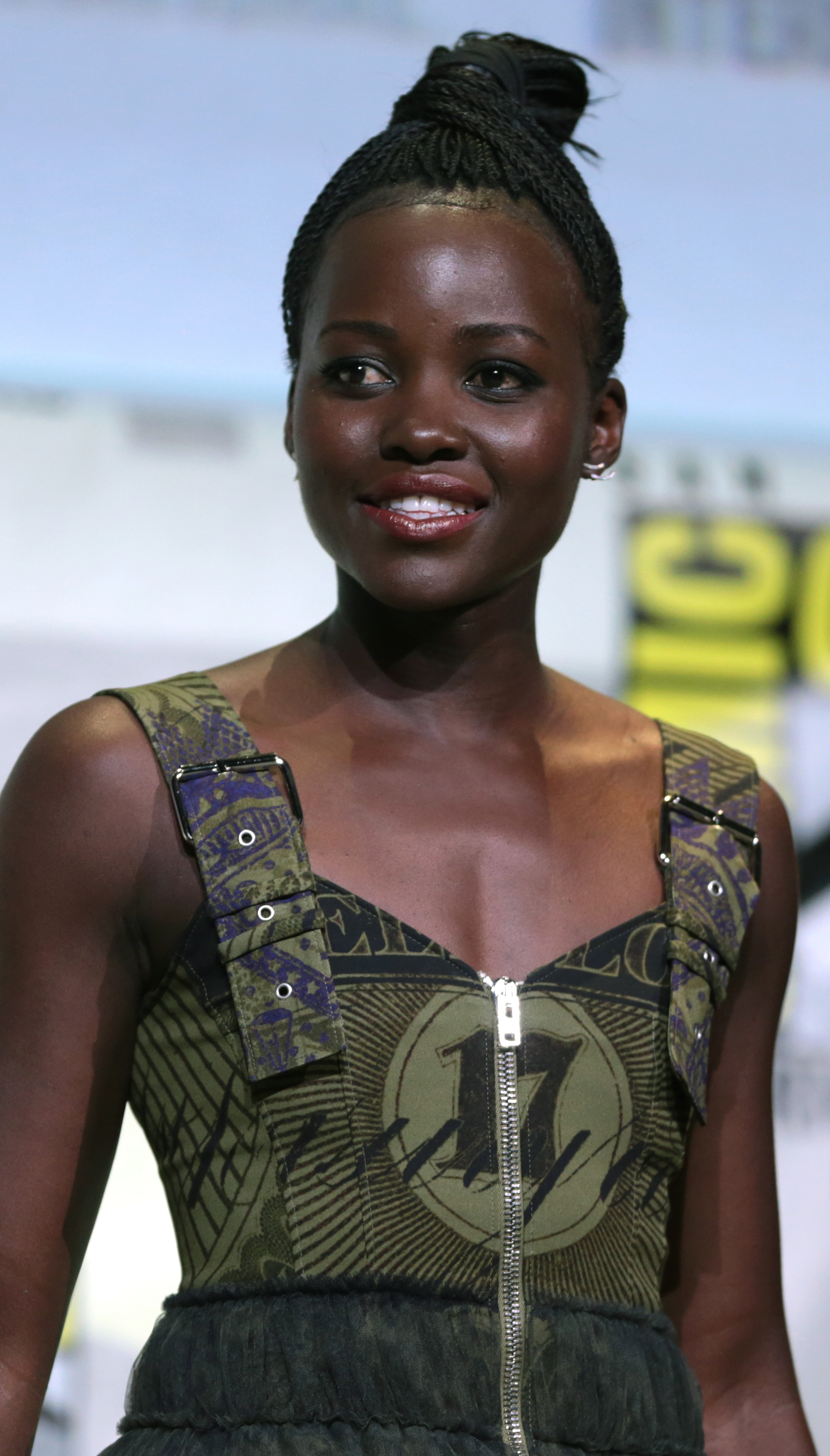
Лупита Нионго изображает Маз Канату в трилогии сиквелов «Звёздных войн»

О встрече Нионго с Абрамсом, во время которой он предложил актрисе роль, сообщалось в марте 2014 года, а о её участии в кастинге впервые было объявлено 29 апреля 2014 года. В мае 2015 года было объявлено, что пиратку Маз Канату будет играть Лупита Нионго. Персонаж был впервые показан в официальном ТВ-ролике «Пробуждения силы», выпущенном в ноябре 2015 года. Позже Джей Джей Абрамс подтвердил предположение фанатов цикла, что Маз была изображена на кинотеатральном плакате, который был выпущен в октябре 2015 года, В декабре 2015 года персонаж появился в видео на канале Disney XD, в сцене, где Финн (Джон Бойега) достаёт свой световой меч.
Акцент Абрамса на глазах своего персонажа Нионго прокомментировала: «У актера, играющего в кино, глаза во многом определяют его манеру общения. Так что, безусловно, это был подарок судьбы - использовать их в качестве средства для создания ее волшебного персонажа, запечатленного движением». Тренером Нионго стал её коллега по Пробуждению силы Энди Серкис, который изображал Верховного лидера Сноука и ранее играл Голлума в серии фильмов «Властелин Колец». Сама Нионго сказала: «самый большой совет, который он дал мне, что так важно держаться за это захвата движения персонажа вы развиваете точно так же, как любое другое. Вы должны понять, кто персонаж и что делает их такими, какие они есть».
Актриса Арти Шах была выбрана на роль дублерши для «захвата движения» персонажа.

### Описание
Маз — это гуманоид, с оранжевыми пятнами на коже, которая носит большие очки. Бывшая пиратка и контрабандистка, она работает в межзвездной таверне, в замке, на планете Такодана. Абрамс рассказал её предысторию:

Her history is that she was a pirate for a long time. She's lived over a thousand years. She's had this watering hole for about a century, and it's like another bar that you'd find in a corner of the Star Wars universe.
Абрамс добавил, что «глаза являются важным аспектом её характера». Энтони Брезникан отметил, «Маз — это мудрая древняя инопланетянка, имеющая связь с мистической стороной галактики». Что касается инопланетной расы и планетарного происхождения персонажа, Абрамс сказал, что, хотя «Пробуждение силы» не отвечает на эти вопросы, дополнительная информация о Маз появится «в других источниках».

### Пробуждение Силы(2015)
В фильме Хан Соло посещает свою старую подругу Маз Канату в её таверне, ища её помощи в возвращении блудного дроида ВВ-8, принадлежащего Сопротивлению. Маз, которая влюблена в пилота Хана, Вуки Чубакка, заинтригована товарищами Хана, штурмовиком-ренегатом Финном и мусорщицей Рей. Штурмовики Первого ордена, возглавляемые Кайло Реном, нападают на замок Маз Канаты в поисках BB-8, которому была доверена важная карта. Маз пытается передать Люку Скайуокеру световой меч чувствительной к силе Рей, но она отказывается от него после пережитого тревожного видения, испытанного ею при прикосновении к нему. Маз поручает меч Финну, который использует его несколько раз, прежде чем его в конечном итоге забирает Рей. До сих пор неизвестно, как Маз нашла световой меч после того, как он был предположительно навсегда утерян в фильме «Звездные войны: Империя наносит ответный удар».

#### Удаленные сцены
В одном из трейлеров к фильму была сцена, в которой Маз вручала световой меч Люка генералу Лее Органа, однако эта сцена в окончательную версию фильма не вошла. Абрамс объяснил удаление, сказав, что «предполагалось, что Маз будет сопровождать остальных персонажей до базы Сопротивления, но стало ясно, что ей там ничего значимого, кроме безделья, не предстоит».

### Лего Звездные Войны(2016)
Маз Каната отображается в краткой форме компьютерного мультсериала LEGO Звездные войны: Подъём Сопротивления в 2016 году в эпизоде «Охота на Хана». Персонаж также появился в Лего Звёздные войны: Приключения изобретателей в эпизоде Испытание.

### Последние Джедаи(2017)
В декабре 2015 года продюсер Кэтлин Кеннеди подтвердила, что Маз Каната вернется к своей роли в предстоящем сиквеле Звёздные войны: Последние джедаи.
В фильме она появилась в виде голограммы и объяснила Финну и Роуз, что они должны найти мастера-взломщика на планете Канто-Байт.

### Силы судьбы(2017)
Маз появляется в нескольких сериях, где она помогает Сопротивлению, Лее и Хану.

### Мерчендайзинг
Маз участвовала в LEGO Star Wars под названием Битва на Taкодане, и в наборе Hasbro Звездные войны: Пробуждение силы Персонаж также появился в новеллизации Пробуждение силы Алана Дина Фостера.

## Отзывы
Киноэксперт Стефани Закарк в журнале Time описывает Маз Канату как «очаровательного второстепенного персонажа, […] который выглядит как дитя любви Инопланетянина и Лины Хорн». Ричард Роупер в Chicago Sun-Times причислил Канату к «чудесным созданиям» из фильма. Джеймс Робинс из New Zealand Listener назвал Маз символом «очаровательных чужих». Скотт Мендельсон в журнале Forbes посчитал сцену с Канатой в замке «лучшим эпизодом фильма».
В то же время Мэтт Голдберг из Collider.com описал персонажа как «владелец бара/дублёр Йоды/толкователь» и написал, «что она могла бы быть сильным дополнением к франшизе, вместо этого мы видим попытку подражать тому, что хорошо работает в предыдущих фильмах».
Картина «Пробуждение силы» получила семь номинаций премии Общества специалистов по визуальным эффектам, в том числе за выдающиеся анимационные представления в фотореалистичном персонаже Маз Каната. Нионго была номинирована на премию «Сатурн» 2016 года как лучшая актриса второго плана.